# Вільям Ломбарді
Вільям Джеймс Ломбарді (нар. 4 грудня 1937 — 13 жовтня 2017) — американський шахіст, гросмейстер, шаховий літератор, педагог, колишній католицький священник. Був одним з провідних американських шахістів протягом 1950-х і 1960-х років, і сучасником Боббі Фішера, якого він тренував з моменту коли Фішерові було 11½ до часів матчу за звання чемпіона світу 1972. Ломбарді привів студентську команду США до золотих нагород на Всесвітній студентській командній першості 1960 року в Ленінграді. Єдиний чемпіон світу серед юніорів, який переміг зі стовідсотковим результатом.
Ломбарді здобув ступені бакалавра мистецтв з філософії, магістра мистецтв з етики і Master of Divinity, всі в семінарії Святого Йосифа в Данвуді. Він відвідував Міський університет Нью-Йорка, а також вивчав педагогічну психологію в Сентлуїському університеті.

## Юність
Ломбарді виріс на 838 Бек-Стріт, Бронкс (Нью-Йорк) у квартирі з батьками і двома іншими сім'ями. «Білл пригадує, що його родина мала фінансові проблеми, коли він був дитиною. Його батько і мати обоє працювали, і всі вони жили в одній квартирі з бабусею, тіткою і cousin, до його другого року в гімназії, коли вони переїхали у власну квартиру.» Невдовзі після Другої Світової Війни Ломбарді та його родина переїхали на 961 Фейл стріт. Ломбарді так згадував про свою нову квартиру:
Я пам'ятаю, що зими були дуже суворі в цій квартирі. Моя кімната завжди запотівала від холоду. Волога бувало просочувалася через одну стіну. Бувало я натягував додаткові ковдри, щоб накрити себе вночі і не прокинутися із запаленням легенів уранці.
Саме живучи в цьому будинку Ломбарді подружився з ортодоксальним єврейським хлопчиком на ім'я Едді Гарлертер, який навчив Ломбарді грати в шахи. Коли Ломбарді було близько 10 він відвідував Lion's Square Den Park і грав там із сильнішими шахістами. Саме там добрий старий єврей дав Ломбарді буклет «який змінить [його] життя». Ломбарді так загадував про це:
Він вийняв marble design notebook з коричневого паперового пакета. «Тут», він сказав: «я покінчив з цим». Я подякував за книгу, поклав її в сумку і зіграв у шахи з цим чоловіком. Коли я повернувся додому, то подивився на цю книжку… У ті часи було п'ять або шість газет, які мали шахову колонку. За багато-багато років старий старанно наклеїв близько двох тисяч вирізок з цих газет у свою книгу. Я ніколи не питав його, чи він насправді було грав за іграми з тих вирізок. Я мав намір зробити те, що він сам, можливо, не повністю здійснив.
Лише через кілька років Ломбарді став членом Шахового клубу Маршалла, коли йому було 14 років і він почав серйозно ставитися до шахів.

## Початок кар'єри
За словами Джека Коллінза, «Шахові навички Білла розвивалися стрімко.» Ломбарді виграв чемпіонат штату Нью-Йорк 1954 року з результатом 7/11 (+7-0=4), і поділив перше місце з Ларрі Евансом на Відкритому чемпіонаті Канади 1956 року. Потім він зіграв і програв матч проти гросмейстера Самюеля Решевського з рахунком 3–2½. Того самого року грав на другій шахівниці на Всесвітній студентській командній першості в Уппсалі (Швеція), пройшовши її без поразок і набравши 7/9.
1957 року Ломбарді став першим американцем, який виграв Чемпіонат світу серед юніорів. Він виграв той турнір у Торонто з ідеальним рахунком 11-0, рекорд який «тримається й до сьогодні». Його виступ у Торонто був «першим індивідуальним титулом чемпіона світу, який виграв американець з далеких днів (1837—1884) Пола Морфі». За результатами цього виступу, йому автоматично присвоїли звання міжнародного майстра.
1958 року взяв участь у турнірі Мар-дель-Плата і закінчив його «без поразок на другому місці», набравши 11/15.
У 1959 році посів перше місце на турнірі U.S. Log Cabin Invitational, з результатом 7/10.
1960 року йому присудили звання Гросмейстера.

## Частковий відхід від шахів
Ломбарді фінішував другим на чемпіонаті США 1960-61 позаду Боббі Фішера і попереду Раймонда Вайнштейна серед сузір'я учасників. З цим результатом Ломбарді допустили до участі в Міжзональному турнірі 1962 року, який відбувся в Стокгольмі, за право вийти на матч за світову першість. Однак, Ломбарді вирішив полишити змагальну практику і стати католицьким священиком. Перед своїм відходом від активних шахів він програв Ларрі Евансу з рахунком 5½–4½. 1961 року на шаховому турнірі в Цюріху поділив четверте місце зі Светозаром Глігоричем, набравши 6,5/11
1962 року Ломбарді посів друге місце на Відкритому чемпіонаті США, потім виграв чемпіонат Нової Англії, і невдовзі після цього виступив з лекцією в Манхеттенському Шаховому клубі, в якій проаналізував гру: Ломбарді–Ліман, чемпіонат Нової Англії, Гавергілл, вересень 1962 іспанська партія [C93](1-0).
1963 року Ломбарді виграв Відкритий чемпіонат США, разом із Робертом Бірном набравши 11/13. Також став чемпіоном турніру U.S. Speed.
У 1965 році поділив з Робертом Бірном перше місце на турнірі Вестерн опен у Сент-Луїсі, і поділив перше місце з Палом Бенко на Відкритому чемпіонаті США в Пуерто-Рико.
1966 року посів одноосібне перше місце на турнірі Саузерн опен в Атланті, і поділив друге з Івковим на відкритому чемпіонаті Канади.
Він був висвячений у червні 1967 року.
У 1969 році Ломбарді поділив друге місце з Властімілом Гортом у Монте-Карло, пройшовши турнір без поразок, з результатом 7/11. Того ж року поділив друге місце з Бенко і Мато Дам'яновичем у Нетаньї (Ізраїль).

## Командні змагання
Ломбарді зіграв на першій шахівниці за американську команду, яка виграла Всесвітню студентську командну першість 1960 року в Ленінграді, СРСР. Там він переміг майбутнього чемпіона світу Бориса Спаського в особистій зустрічі. Виграв золоту медаль за найкращий результат на першій шахівниці 12-1, і привів команду до командного відсотку перемог 78.8, який є найвищим в історії всесвітніх студентських командних чемпіонатів.

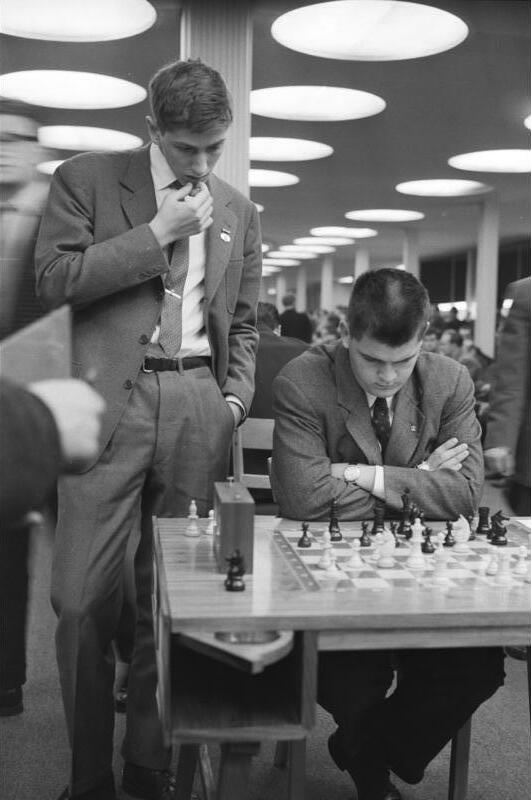
Bundesarchiv Bild 183-76052-0053, ХІV. Шахова олімпіада в Лейпцигу

У 1976 році Ломбарді був у складі збірної США, яка виграла золоту медаль на 22-й шаховій Олімпіаді в Хайфі.
Загалом він виграв три золоті медалі в особистому заліку між чоловічою шаховою Олімпіадою і Всесвітнім студентським командним турніром (до 26 років):

| Шахова Олімпіада  | Шахівниця No. | Особистий залік | Відсоток | Командний залік | Відсоток[56] |
| ----------------- | ------------- | --------------- | -------- | --------------- | ------------ |
| Мюнхен 1958       | 2             | 11/17 (7-ме)    | 64.7 %   | 4-те,[57]       | 61.8 %       |
| Лейпциг 1960      | 2             | 11½/17 (5-те)   | 67.6 %   | ,[58]           | 72.5 %       |
| Лугано 1968       | резервна      | 7½/11 ()        | 68.2 %   | 4-те            | 61.8 %       |
| Сіген 1970        | резервна      | 11/14 ()        | 78.6 %   | 4-те,[59]       | 67.8 %       |
| Ніцца 1974        | резервна      | 11/16 ()        | 68.8 %   | ,               | 68.2 %       |
| Хайфа 1976        | резервна      | 7/9 ()          | 77.8 %   | 1               | 71.2 %       |
| Буенос-Айрес 1978 | 2-ге рез.     | 4/7 (16-те)     | 57.1 %   | 3               | 62.5 %       |
| Студентська команда U26 | Шахівниця No. | Особистий залік | Відсоток | Командний залік | Відсоток[60] |
| ----------------------- | ------------- | --------------- | -------- | --------------- | ------------ |
| Уппсала 1956            | 2             | 7/9 ()[20]      | 77.8 %   | 8-ме            | 43.8 %       |
| Рейк'явік 1957          | 1             | 7/12            | 58.3 %   | 2               | 59.6 %       |
| Варна 1958              | 1             | 5½/10           | 55 %     | 2               | 55 %         |
| Ленінград 1960          | 1             | 12/13 ()        | 92.3 %   | [61]            | 78.8 %       |
| Гельсінкі 1961          | 1             | 9/11 ()         | 81.8 %   | [62]            | 71.9 %       |
| Будва 1963              | 1             | 7½/11 (5-те)    | 68.2 %   | 5-те            | 60.4 %       |
| Краків 1964             | 1             | 7½/13 (8-ме)    | 57.7 %   | 4-те            | 61.6 %       |

## Пізніша кар'єра
У 1971 році Ломбарді дав сеанс одночасної гри і лекцію у Військовій академії США у Вест-Пойнті.
1975 року поділив перше місце з Палом Бенко на відкритому чемпіонаті США в Лінкольні (Небраска).
1974 року поділив друге місце на відкритому чемпіонаті США, з результатом 9.5/12, пройшовши турнір без поразок.
У 1977 році поділив п'яте–шосте місце з результатом 6/9 на Лоун-Пайн опен.
1979 року Ломбарді повторив свій результат на цьому турнірі, поділивши п'яте–десяте місця, а також сенсаційно здолавши фаворита турніру тодішнього номера 2 у світі) Віктора Корчного.
У 1978 і 1979 роках служив провідним інструктором тижневого шахового табору «all day» в Університеті штату Мічиган. Це був, можливо, перший табір такого типу в США і він привернув увагу юніорів зі всієї країни.
На початку 1980-х років припинив активну службу, згодом одружився і в нього з'явився син.
1982 році Ломбарді поділив перше місце в Каракасі (Венесуела).
1984 року посів друге місце в Нескаурстадурі (Ісландія), набравши 7/11.
У листопаді 2011 року самостійно опублікував автобіографічну збірку партій: Розуміння шахів: моя система, мої ігри, моє життя.
Станом на 2010 рік Ломбарді покинув шахи і жив в Іст-Віллідж (Нью-Йорк) де сфокусувався на письменницькій праці й пропонував шахові уроки за попереднім записом.
В березні 2016 року Нью-Йорк Таймс повідомила, що господар житла, в якому проживав Ломбарді, намагався його виселити через начебто борг у кілька тисяч доларів за проживання.

## Внесок у шахи

### Дебютна теорія
У першому турі Чемпіонату світу серед юніорів 1957 Ломбарді переміг представника СРСР Володимира Селіманова в одному з варіантів іспанської партії, якій Ломбарді сам винайшов: 1.e4 e5 2.Nf3 Nc6 3.Bb5 a6 4.Ba4 Nf6 5.0-0 Be7 6.Re1 b5 7.Bb3 d6 8.c3 0-0 9.h3 Na5 10.Bc2 c6. Він застосував його в щонайменше дев'яти офіційних партіях на турнірах, здобувши три перемоги, зробивши чотири нічиї та зазнавши двох поразок.

### Тренер Боббі Фішера

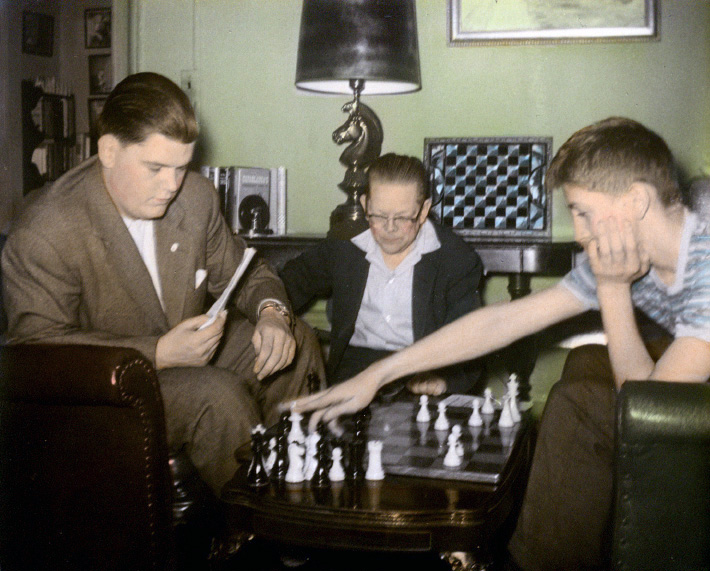
Білл Ломбарді і Боббі Фішер, аналізують гру, а Джек Коллінз спостерігає за ними

Американський шахіст Кармін Нігро познайомив Фішера з Ломбарді, і, починаючи з вересня 1954 року, той почав особисто тренувати Фішера.

Ломбарді каже:
Оскільки Боббі, коли я вперше зустрів його у 11½ років… заявив, що він стане чемпіоном світу з шахів, то я вважав, що моїм обов'язком як і його друга і довіреної особи є зробити все що в моїх силах, щоб гарантувати, що мрія молодого гравця збудеться!…Я добровільно служив тренером і секундантом Боббі на міжзональному турнірі 1958 року в Порторожі, коли Боббі у 15 років пройшов відбір на кандидатський турнір циклу чемпіонату світу і таким чином став наймолодшим гросмейстером в історії.
Ломбарді стане центральною фігурою в сходженні Фішера на шаховий трон.

### Матч за звання чемпіона світу 1972 між Спаським і Фішером
Фішер мав грати матч зі Спаським на першість світу з шахів 1972. Однак шахіст посварився з Ларрі Евансом, який був його секундантом в його успішних матчах проти Бента Ларсена і Тиграна Петросяна.

В останню хвилину Фішер покликав Ломбарді, щоб той допоміг йому підготуватись до матчу. Хоча Ломбарді все ще був священиком, але його тимчасово звільнили від обов'язків священника, щоб поїхати в Рейк'явік (Ісландія) й бути там офіційним секундантом Фішера. Ломбарді так каже про цю подію:
Досить сказати, що я був єдиною довіреною людиною під час цього матчу століття… варто відзначити, що було 14 відкладених партій. Боббі [Фішер] і я працювали разом над цими відкладеними позиціями, не зробивши жодної технічної помилки!… За невеликі винагороди я присвятив свої послуги в столиці Ісландії, щоб гарантувати, що Боббі пройде через це випробування і закінчить матч перемогою.
Твердження про те, що Ломбарді зіграв основну роль у тому, щоб Фішер не полишив грати в матчі, схоже, підтверджують й інші шахові письменники та причетні особи.

### У кіно
16 вересня 2015 року вийшов американський біографічний фільм Ігри чемпіонів. В ролях: Тобі Магуайр (Боббі Фішер), Лев Шрайбер (Борис Спаський), Лілі Рейб (Джоан Фішер) і Пітер Сарсгаард у ролі Ломбарді.

## Твори
- Lombardy, William (1972). Modern Chess Opening Traps (вид. 1st). David McKay.
- Lombardy, William (1973). Snatched Opportunities on the Chessboard: Quick Victories in 200 Recent Master Games. Batsford. ISBN 0713403659.
- Daniels, David; Koltanowski, George; Lombardy, William (1975). US Championship Chess, with the Games of the 1973 Tournament. David McKay. ISBN 067913042X.
- Daniels, David; Lombardy, William (1975). Chess Panorama. Chilton. ISBN 0801960789.
- Lombardy, William (1977). Chess for Children, Step by Step: A New, Easy Way to Learn the Game. Little Brown & Co. ISBN 0316530905.
- Lombardy, William (1978). Modern Chess Opening Traps (вид. 2nd). David McKay. ISBN 0679144005.
- Lombardy, William (1978). Guide to Tournament Chess. David McKay. ISBN 0679130497.
- Lombardy, William; Verhoeven, R.G.P. (1983). 6e Interpolis schaaktoernooi 1982 (6th Interpolis Chess Tournament). Interpolis.
- Lombardy, William (2011). Understanding Chess: My System, My Games, My Life. Russell Enterprises. ISBN 978-1-93649-022-6.

## Відомі ігри
Ломбарді виграв принаймні одну партію проти таких гравців як: Борис Спаський, Ульф Андерссон, Волтер Браун, Ларрі Крістіансен, Ларрі Еванс, Властіміл Горт, Віктор Корчной, Любомир Любоєвич, Лев Полугаєвський, Лайош Портіш, і Ян Тімман.
Ломбарді зробив хоча б одну нічию проти таких шахістів як: Михайло Ботвинник, Давид Бронштейн, Фішер, Юхим Геллер, Роберт Гюбнер, Пауль Керес, Олександр Котов, Мігель Найдорф, Тигран Петросян, Найджел Шорт, Василь Смислов, Марк Тайманов і Михайло Таль.

## Зміни рейтингу
| На цьому місці має відображатися графік чи діаграма, однак з технічних причин його відображення наразі вимкнено. Будь ласка, не видаляйте код, який викликає це повідомлення. Розробники вже працюють для того, щоби відновити штатне функціонування цього графіка або діаграми. | |
| | На цьому місці має відображатися графік чи діаграма, однак з технічних причин його відображення наразі вимкнено. Будь ласка, не видаляйте код, який викликає це повідомлення. Розробники вже працюють для того, щоби відновити штатне функціонування цього графіка або діаграми. |